# Трипанозома
Тази статия е за рода Трипанозома; за специфично човешките патогени вижте Trypanosoma brucei и Trypanosoma cruzi.
Трипанозома (Trypanosoma) е род от кинетопластиди (клас Kinetoplastida), монофилетна  група едноклетъчни камшичести
паразити протозои.
Името им произлиза от гръцките думи трипанон – свредел и сома – тяло (на гръцки: τρύπανον и σῶμα) поради техните свределообразни движения на тялото. Всички трипанозоми са хетероксени, т.е. изискват повече от един облигатен гостоприемник, за да привършат пълния си жизнен цикъл и повечето се предават чрез вектор по кръвен път. Мнозинството от видовете изискват за разпространението си кръвосмучещо безгръбначно. В безгръбначния гостоприемник те пребивават в храносмилателния тракт, а у бозайниците – в кръвта или интрацелуларното пространство.
Трипанозомите са причинители на множество болести у различни гостоприемници. При хората най-сериозни са фаталните (1) Сънна болест, причинявана от Trypanosoma brucei и (2) Чага, причинявана от Trypanosoma cruzi.
Признаците за заболяване са висока темперетура, учестена сърдечна дейност, отпадналост и сънливост.
Трипанозома обхваща голям брой паразити, развиващи се в два гостоприемника – кръчосмучещи безгръбначни и широк кръг гръбначни животни. Жизнения цикъл на трипанозомите е подобен на този на лейшманиите, но морфологичните форми през които минава развитието на паразитите са повече. Срещат се и видове, при които преносителят е отпаднал и заразяването става само чрез непосредствен контакт.